# Pelorovis
Pelorovis je vyhynulý rod sudokopytníků, který obýval Afriku. Objevil se v pliocénu před 2,5 miliony let, poslední jedinci druhu Pelorovis antiquus přežívali v severní Africe ještě před čtyřmi tisíci lety a jsou často zobrazováni na jeskynních malbách. Název Pelorovis znamená doslova „podivná ovce“, i když fylogeneticky patřil tento živočich mezi tury. Dosahoval délky okolo tří metrů a vážil zhruba 1200–2000 kg. Charakteristickým znakem byly mohutné zahnuté rohy: kostěné jádro jednoho rohu měřilo metr, takže pokud bylo pokryto keratinem, mohlo mít až dvojnásobek.